# 東京医療保健大学
東京医療保健大学（とうきょういりょうほけんだいがく、英語: Tokyo Healthcare University）は、東京都品川区東五反田に本部を置く私立大学。1966年創立、2005年大学設置。大学の略称は「THCU（ティーエイチシーユー）」で、ほかに東京医保大、医保大など称される。

## 概要
東京都に医療保健学部、東京都、千葉県、和歌山県にそれぞれ看護学部があり、近接する国立・私立の大規模総合病院と提携している。学校法人青葉学園が2005年に青葉学園短期大学を改組して開学し、東京都品川区の五反田キャンパスに本部がある。

## 沿革
- 2005年（平成17年） - 医療保健学部看護学科、医療栄養学科、医療情報学科の3学科で開学[注 1]する。
- 2007年（平成19年） - 医療保健学研究科修士課程を設置する。
- 2009年（平成21年） - 助産学専攻科と医療保健学研究科博士課程をそれぞれ設置する。
- 2010年（平成22年） - 東が丘看護学部[注 2]と看護学研究科修士課程をそれぞれ設置する。
- 2014年（平成26年） - 東が丘看護学部を東が丘・立川看護学部に変更し、看護学研究科博士課程を開設する。
- 2018年（平成30年） - 千葉看護学部[注 3]と和歌山看護学部[注 4]をそれぞれ設置する。
- 2020年（令和2年） - 東が丘・立川看護学部を東が丘看護学部と立川看護学部に改組し、和歌山看護学研究科修士課程を設置する。
- 2021年（令和3年） - 千葉看護学研究科修士課程を設置する。
- 2022年（令和4年） - 和歌山助産学専攻科を設置する。
- 2024年（令和6年） - 医療栄養学科に管理栄養学専攻と臨床検査学専攻の2専攻を設置する。

## 教育および研究

### 教育の特色

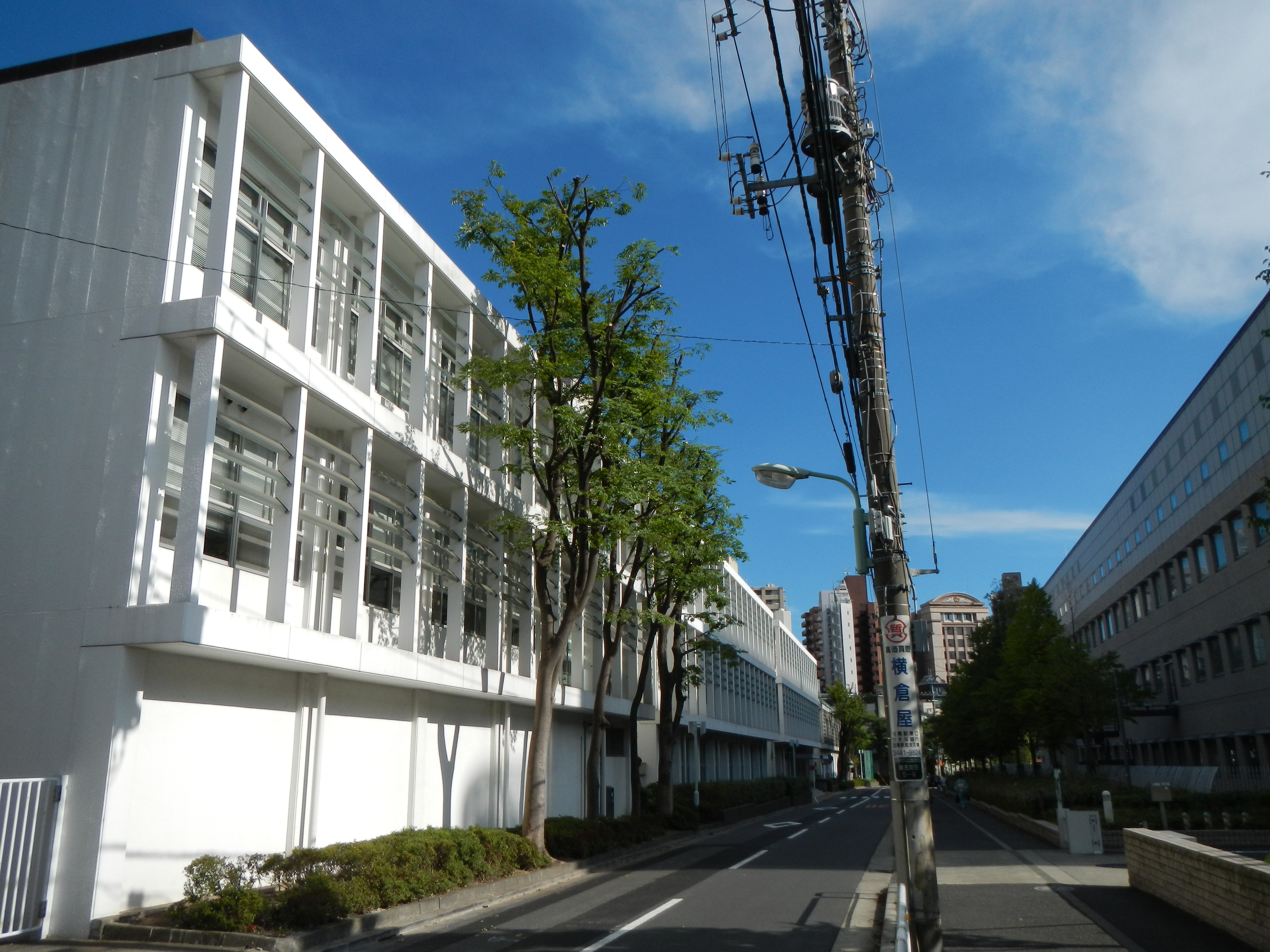
五反田キャンパス（道路左側）とNTT東日本関東病院（右側）

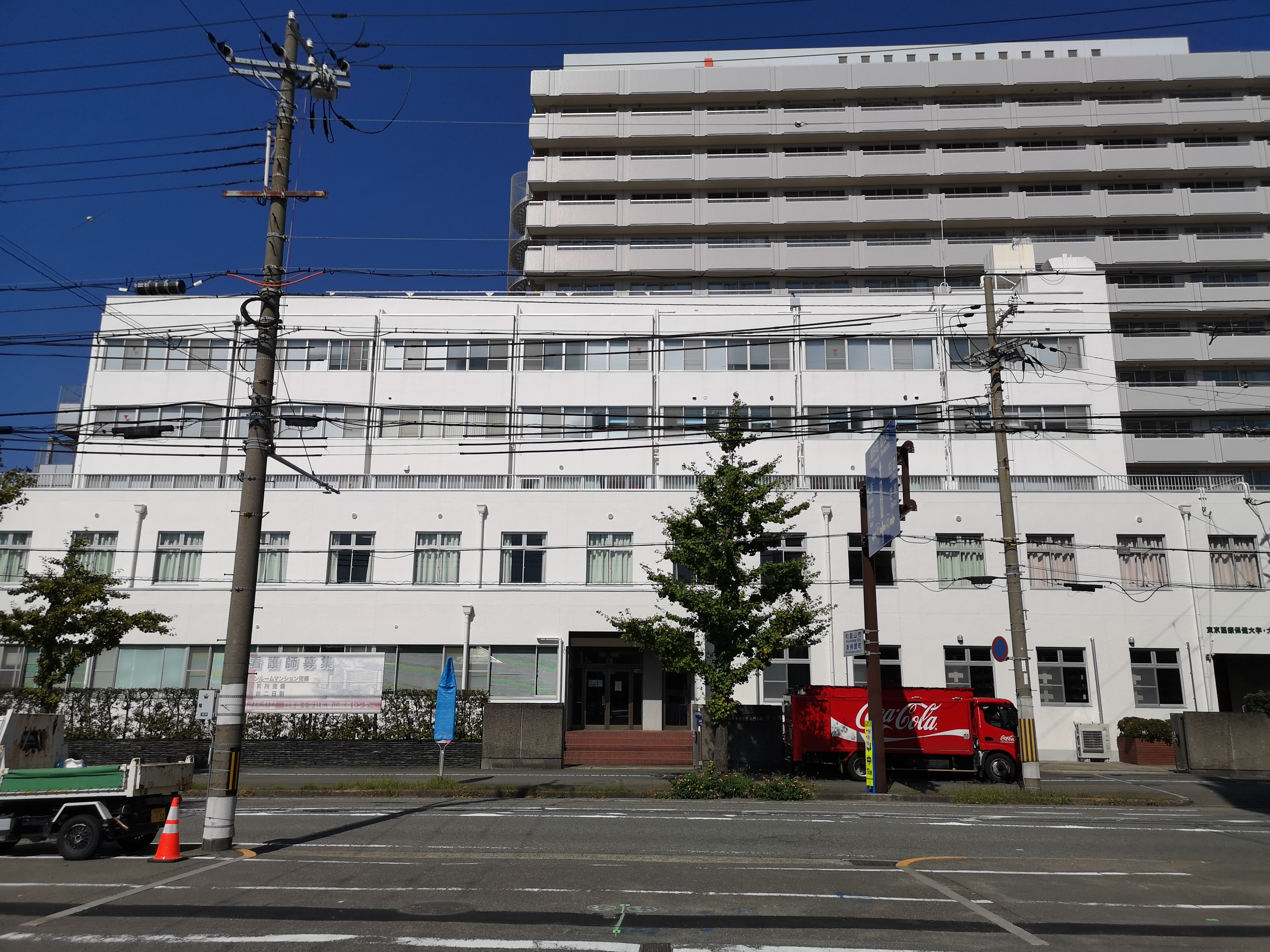
日赤和歌山医療センターキャンパス（手前）と日赤和歌山医療センター（奥）

医療栄養学科は管理栄養士、医療情報学科は診療情報管理士と医療情報技師、キャンパス別に5つある看護学科は看護師・保健師などを養成し、1年課程の助産学専攻科がある。大学院の看護学研究科はNP（ナースプラクティショナー）の育成を特色とする。
下記キャンパスはそれぞれ近隣の医療機関と提携し、講師の派遣を受けて臨地実習を行う。
| キャンパス                       | 提携医療機関                     |
| -------------------------------- | -------------------------------- |
| 五反田キャンパス                 | NTT東日本関東病院                |
| 国立病院機構キャンパス           | 国立病院機構東京医療センター     |
| 国立病院機構立川キャンパス       | 国立病院機構災害医療センター     |
| 船橋キャンパス                   | 地域医療機能推進機構船橋中央病院 |
| 日赤和歌山医療センターキャンパス | 日本赤十字社和歌山医療センター   |

### 建学の精神
- 「科学技術に基づく正確な医療保健の学問的教育・研究及び臨床活動」
- 「寛容と温かみのある人間性と生命に対する畏敬の念を尊重する精神」

### 組織

#### 学部
- 医療保健学部
  - 看護学科
  - 医療栄養学科
  - 医療情報学科
- 東が丘看護学部
  - 看護学科
- 立川看護学部
  - 看護学科
- 千葉看護学部
  - 看護学科
- 和歌山看護学部
  - 看護学科

#### 専攻科
- 助産学専攻科
- 和歌山助産学専攻科

#### 大学院
- 医療保健学研究科
  - 医療保健学専攻
    - 看護マネジメント学領域（修士課程）
    - 看護実践開発学領域（修士課程）
    - 助産学領域（修士課程）
    - 感染制御学領域（修士課程・博士課程）
    - 周手術医療安全学領域（修士課程・博士課程）
    - 減菌供給管理学領域（修士課程）
    - 医療栄養学領域（修士課程）
    - 医療保健情報学領域（修士課程）
    - 看護学領域（博士課程）
- 看護学研究科
  - 看護学専攻
    - 高度実践看護コース（修士課程）
    - 高度実践助産コース（修士課程）
    - 高度実践公衆衛生看護コース（修士課程）
    - 看護科学コース（修士課程）
    - 看護学（博士課程）
- 和歌山看護学研究科
  - 看護学専攻（修士課程）
- 千葉看護学研究科
  - 看護学専攻（修士課程）

## 施設

### キャンパス

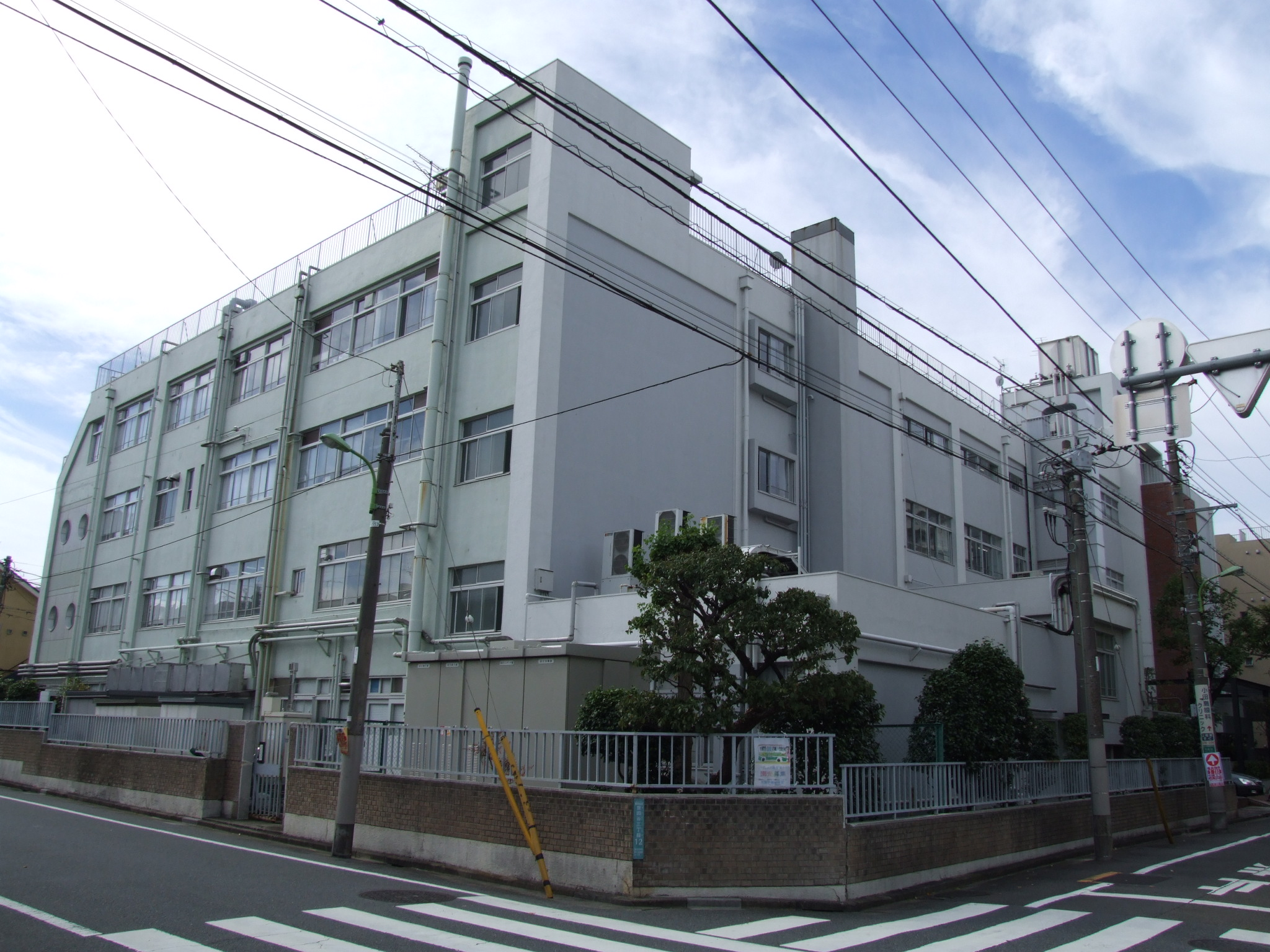
世田谷キャンパス

- 五反田キャンパス 東京都品川区東五反田4-1-17（旧NTT東日本関東病院附属高等看護学院）
  - 大学本部、医療保健学研究科、助産学専攻科、医療保健学部看護学科1年（前期は週4日）- 4年
- 世田谷キャンパス 東京都世田谷区世田谷3-11-3（旧青葉学園短期大学）
  - 医療保健学部看護学科1年前期（週1日）、医療栄養学科1 - 4年、医療情報学科1 - 4年
- 国立病院機構キャンパス 東京都目黒区東が丘2-5-1（旧東京医療センター附属東が丘看護助産学校）
  - 看護学研究科、東が丘看護学部看護学科1 - 4年
- 国立病院機構立川キャンパス 東京都立川市緑町3256（旧災害医療センター附属昭和の森看護学校）
  - 立川看護学部看護学科1 - 4年
- 船橋キャンパス 千葉県船橋市海神町西1-1042-2（旧地域医療機能推進機構船橋中央病院附属看護専門学校）
  - 千葉看護学研究科、千葉看護学部看護学科1 - 4年
- 雄湊（）キャンパス 和歌山県和歌山市東坂ノ上丁3（旧和歌山市立雄湊小学校の校舎を改修）
  - 和歌山看護学部看護学科1 - 2年
- 日赤和歌山医療センターキャンパス 和歌山県和歌山市小松原通4-20（旧和歌山赤十字看護専門学校）
  - 和歌山看護学研究科、和歌山看護学部看護学科3 - 4年、和歌山助産学専攻科

## 学生生活

### サークル活動
東京医療保健大学女子バスケットボール部は、下記の通り多数のWリーグ選手を輩出する強豪として知られる。

## 大学関係者
- 理事長 田村哲夫[1]
- 学長 亀山周二[2]

### 主な教員
- 恩塚亨（准教授） - バスケットボール女子日本代表前ヘッドコーチ

### 主な出身者
- 麻生れいみ（大学院） - 管理栄養士

#### スポーツ
- 赤木里帆 - バスケットボール選手
- 池松美波 - バスケットボール選手
- 岩崎ゆみこ - 競輪選手
- 岡田英里 - バスケットボール選手
- 岡本美優 - バスケットボール選手
- 木村亜美 - バスケットボール選手
- 﨑原成美 - バスケットボール選手
- ジョシュア・ンフォンノボン・テミトペ - バスケットボール選手
- 髙野柚希 - バスケットボール選手
- 津村ゆり子 - バスケットボール選手
- 中澤梨南 - バスケットボール選手
- 永田萌絵 - バスケットボール選手
- 林真帆 - バスケットボール選手
- パレイルセアネヘイララ紀子 - バスケットボール選手
- 平末明日香 - バスケットボール選手
- 平松飛鳥 - バスケットボール選手
- 藤本愛妃 - バスケットボール選手
- 古木梨子 - バスケットボール選手
- 文屋萌々華 - バスケットボール選手
- 水野菜穂 - バスケットボール選手
- 宮坂桃菜 - バスケットボール選手
- 三好青花 - バスケットボール選手
- 若原愛美 - バスケットボール選手